# Allah Ditta (Stabhochspringer)
Allah Ditta (* 15. Dezember 1932 in Panjeri, Gujarat; † 20. März 2020 ebenda) war ein pakistanischer Stabhochspringer.
Bei den Olympischen Spielen 1956 in Melbourne schied er in der Qualifikation aus. 1958 gewann er Bronze bei den Asienspielen in Tokio und wurde Vierter bei den British Empire and Commonwealth Games in Cardiff. 1959 wurde er Englischer Meister und nahm an weiteren Leichtathletiktreffen in Europa teil. Im Jahr darauf scheiterte Ditta bei den Olympischen Spielen 1960 in Rom erneut in der Vorrunde.
1962 holte er bei den Asienspielen in Jakarta eine weitere Bronzemedaille und wurde Achter bei den British Empire and Commonwealth Games in Perth. Seine persönliche Bestleistung von 4,23 m stellte er 1962 auf.